# Macromitrium plicatum
Macromitrium plicatum är en bladmossart som beskrevs av Thériot 1907. Macromitrium plicatum ingår i släktet Macromitrium och familjen Orthotrichaceae. Inga underarter finns listade i Catalogue of Life.